# Walkabout (chanson)
Pour les articles homonymes, voir Walkabout.
Singles de Red Hot Chili Peppers
Coffee Shop
(1996) Shallow Be Thy Game
(1996)
Walkabout est une chanson des Red Hot Chili Peppers. Il s'agit du cinquième single extrait de leur album sorti en 1995, One Hot Minute.